# Gimbri

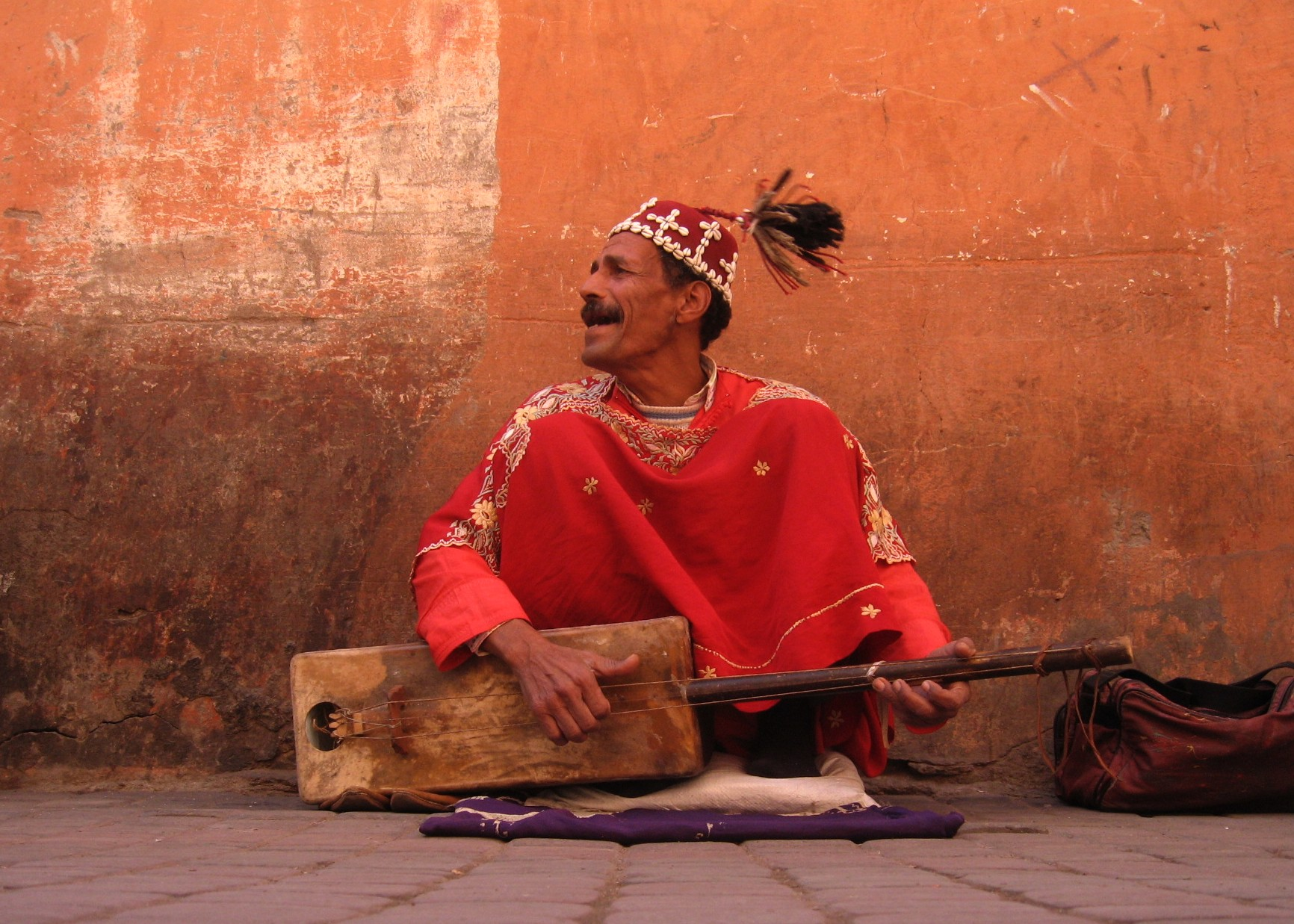
Gimbri-Spieler in Marrakesch

Gimbri (arabisch كمبري) andere Schreibweisen guinbri, guembri, gmbri, gnbri, gnibra, gombri, gunbri und gunibri, Plural gnabir, gnaber, hocharabisch qunbrī, ist eine 1–1,5 Meter lange gezupfte Binnenspießlaute mit drei Saiten in den Maghreb-Ländern Marokko, Tunesien und Algerien. Sie hat einen langen runden Saitenträger und einen langrechteckigen oder ovalen Korpus aus einem Stück Holz, der an der Oberseite mit einer ungegerbten Tierhaut überzogen ist. Die Saiten sind normalerweise aus Schafsdarm und werden nicht mit Wirbeln, sondern mit einem Lederband am Hals befestigt.
Die gimbri ist ein schwarzafrikanisches Musikinstrument, das seine Wurzeln in Guinea haben könnte und vielleicht im 13. oder 14. Jahrhundert mit den Gnawa nach Marokko kam. Erstmals schriftlich belegt ist die gimbri bei Ibn Battuta (1304–1377) als qanābir (Plural). Zu Herkunft und Verbreitung der nur in Westafrika vorkommenden Binnenspießlauten siehe keleli.
Die gimbri wurde zu einem einfachen Begleitinstrument der marokkanischen Volksmusik, im Unterschied zu dem von den Arabern im 7. Jahrhundert eingeführten, türkisch-persischen ṭunbūr der klassischen arabischen Musik.
Da die gimbri mit Haut überzogen ist, wird sie nicht nur als Saiteninstrument, sondern auch oft als Trommel verwendet. Das heißt, man kann mit ihr trommeln und gleichzeitig auch Töne spielen.
Die drei Instrumente, mit denen Gnawa bei Konzerten auftreten und die sie beim Besessenheitsritual Derdeba verwenden, sind neben der gimbri die große Zylindertrommel ṭbal und metallene Handklappern qaraqib (Singular qarqaba). Die gimbri wird in diesem therapeutischen Ritual mit dem Besessenen identifiziert und dient zur Anrufung der Geister. Dabei darf sie nur nachts innerhalb des Versammlungsortes gespielt werden. Dieselbe zentrale Bedeutung kommt der gimbri im tunesischen Besessenheitsritual Stambali zu.
Die gimbri ist mit der von den Saharauis und in Mauretanien gespielten viersaitigen tidinit und der dreisaitigen tahardent der Tuareg verwandt. Die kürzere marokkanische Schalenhalslaute gnibri (gunibri) besitzt einen kleinen Resonanzkörper aus einem Schildkrötenpanzer.